# St.-Johannes-Kirche (Zirkow)

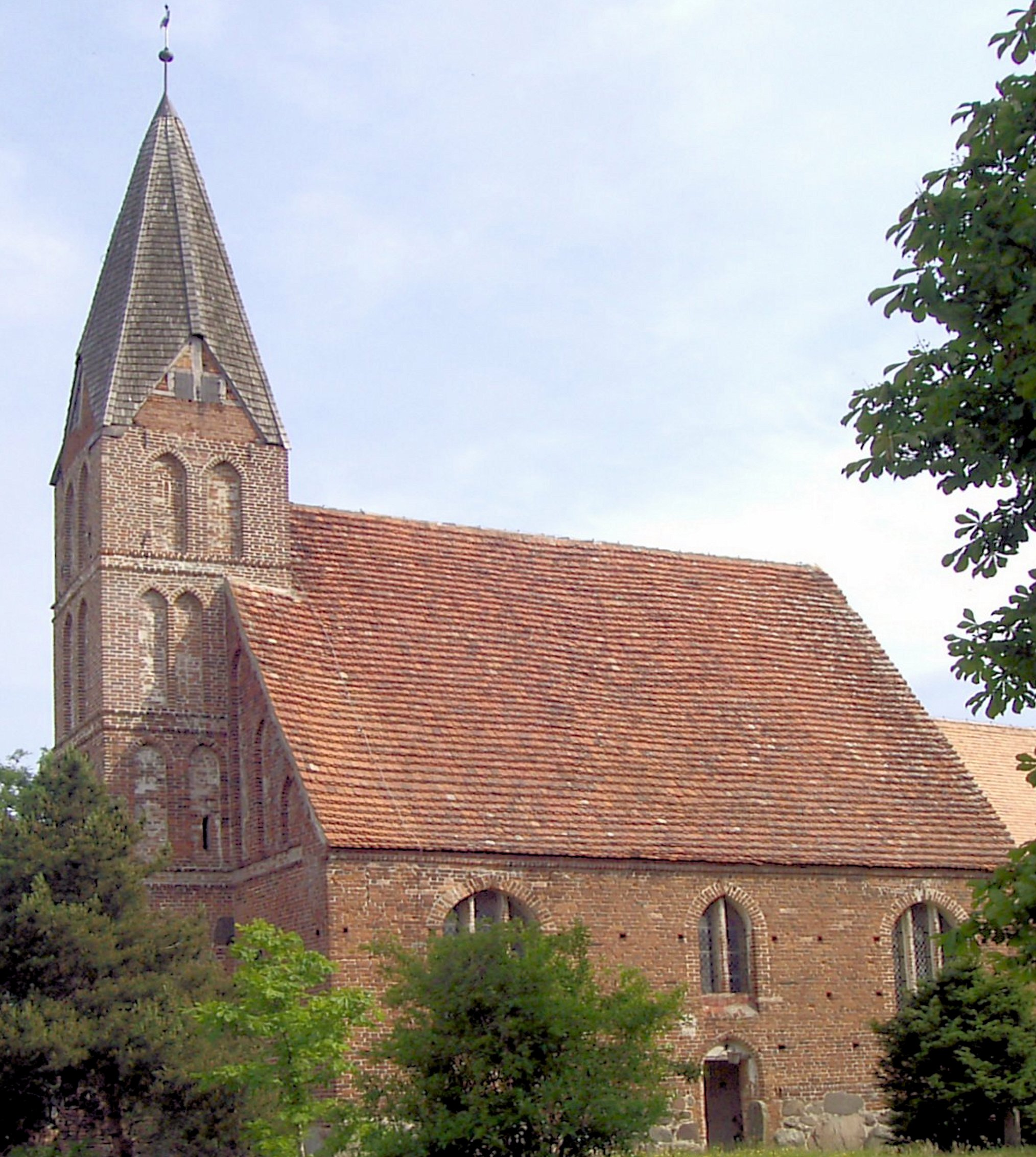
St.-Johannis-Kirche in Zirkow

Die St.-Johannes-Kirche in Zirkow auf der Insel Rügen ist ein aus dem 15. Jahrhundert stammendes Kirchengebäude.

## Geschichte

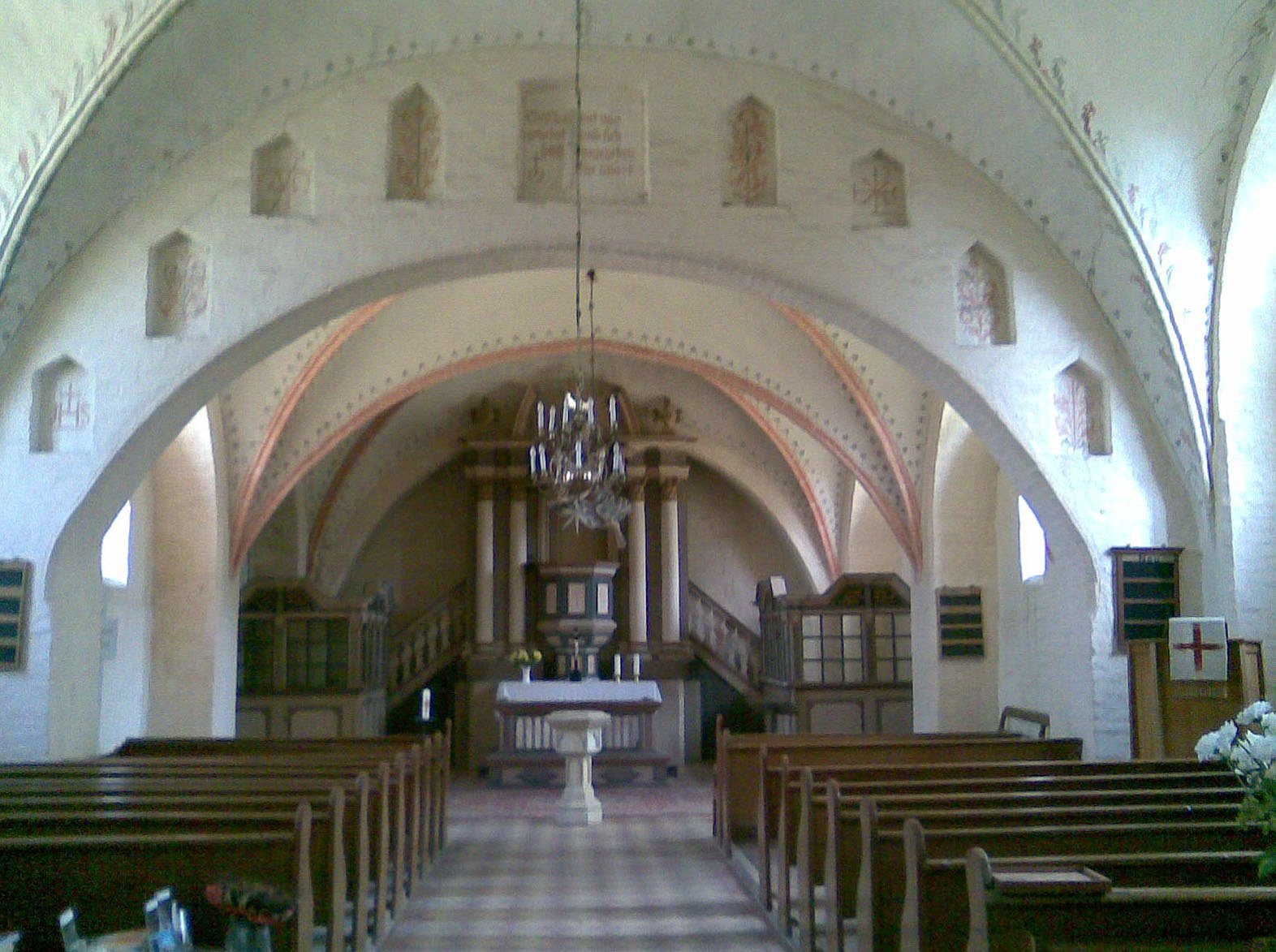
Blick auf den Altar

Erstmals urkundlich erwähnt wird eine Kirche in Zirkow im Jahr 1313; es handelt sich dabei um den Vorgängerbau der heutigen Kirche, die in der ersten Hälfte des 15. Jahrhunderts errichtet wurde; die Jahreszahl 1417 ist, zusammen mit dem Namen Bartholomäus Blome, möglicherweise dem Handwerksmeister, in eine Gewölbekappe eingeritzt.

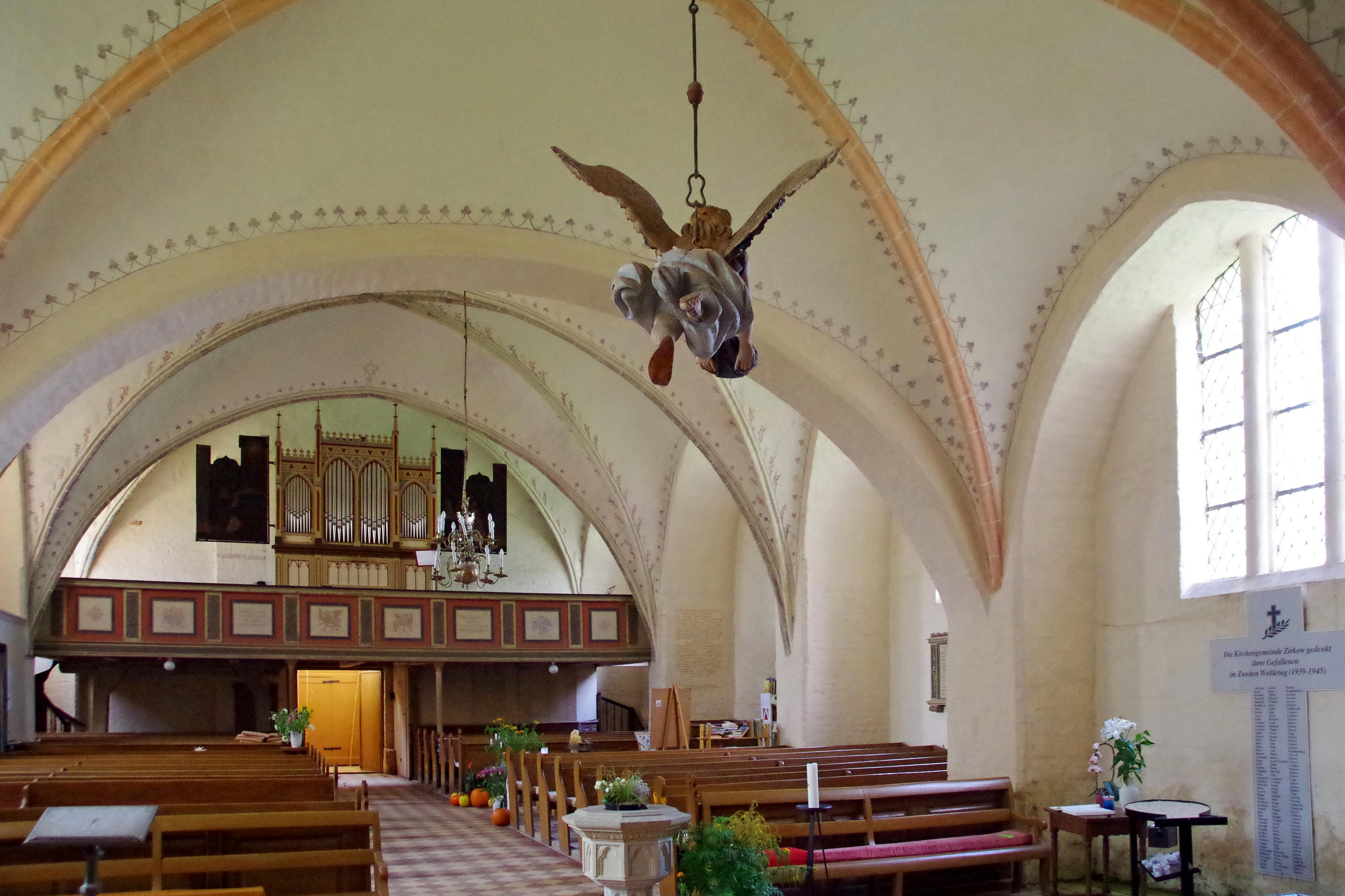
Blick vom Altar zur Orgelempore

Im Jahr 1906 wurde die Kirche instand gesetzt. Im Jahr 2007 wurden die Schalltüren am Turm erneuert sowie der Kirchturm gesichert und außen neu verfugt.

## Beschreibung

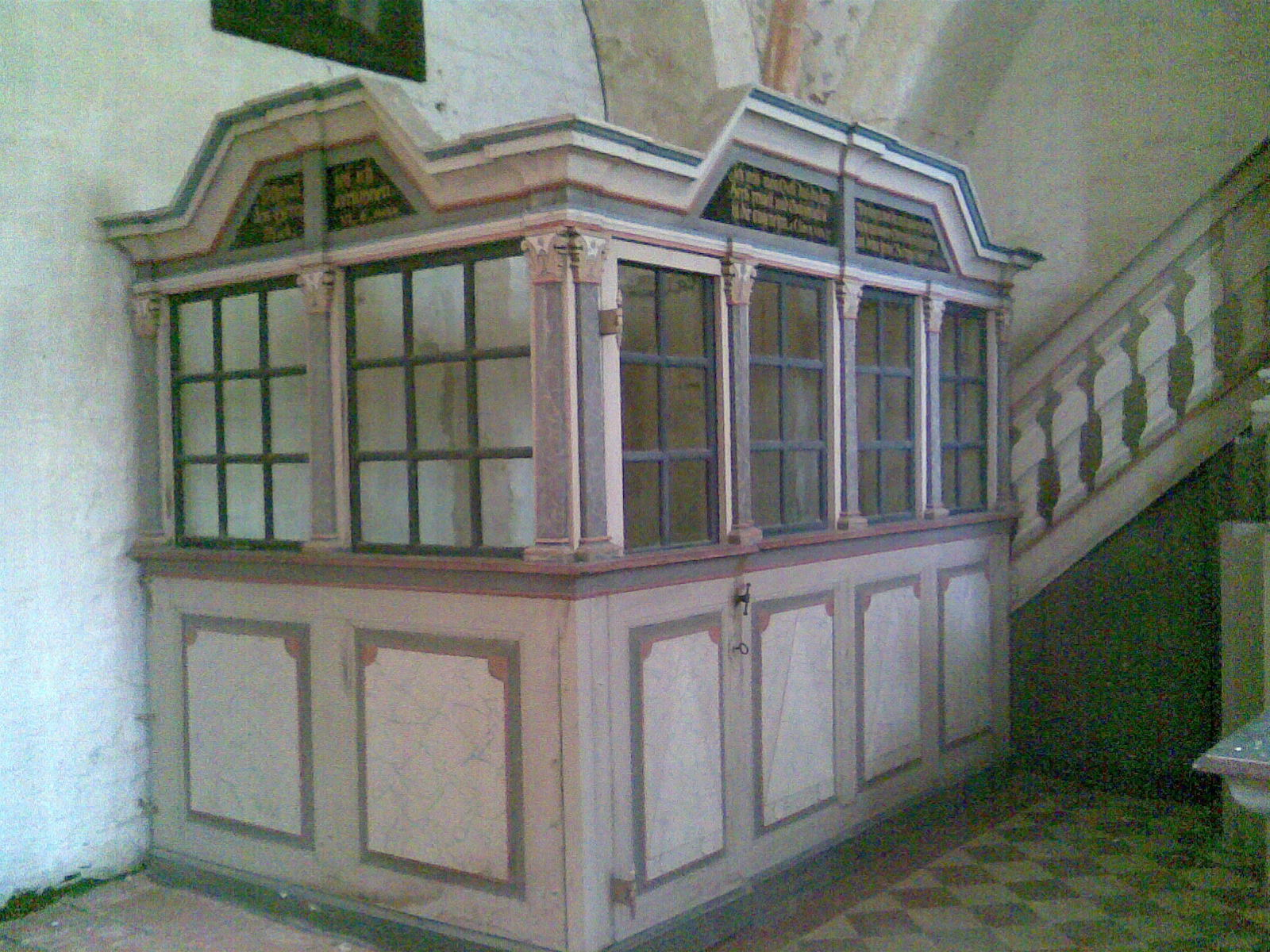
Patronatsloge

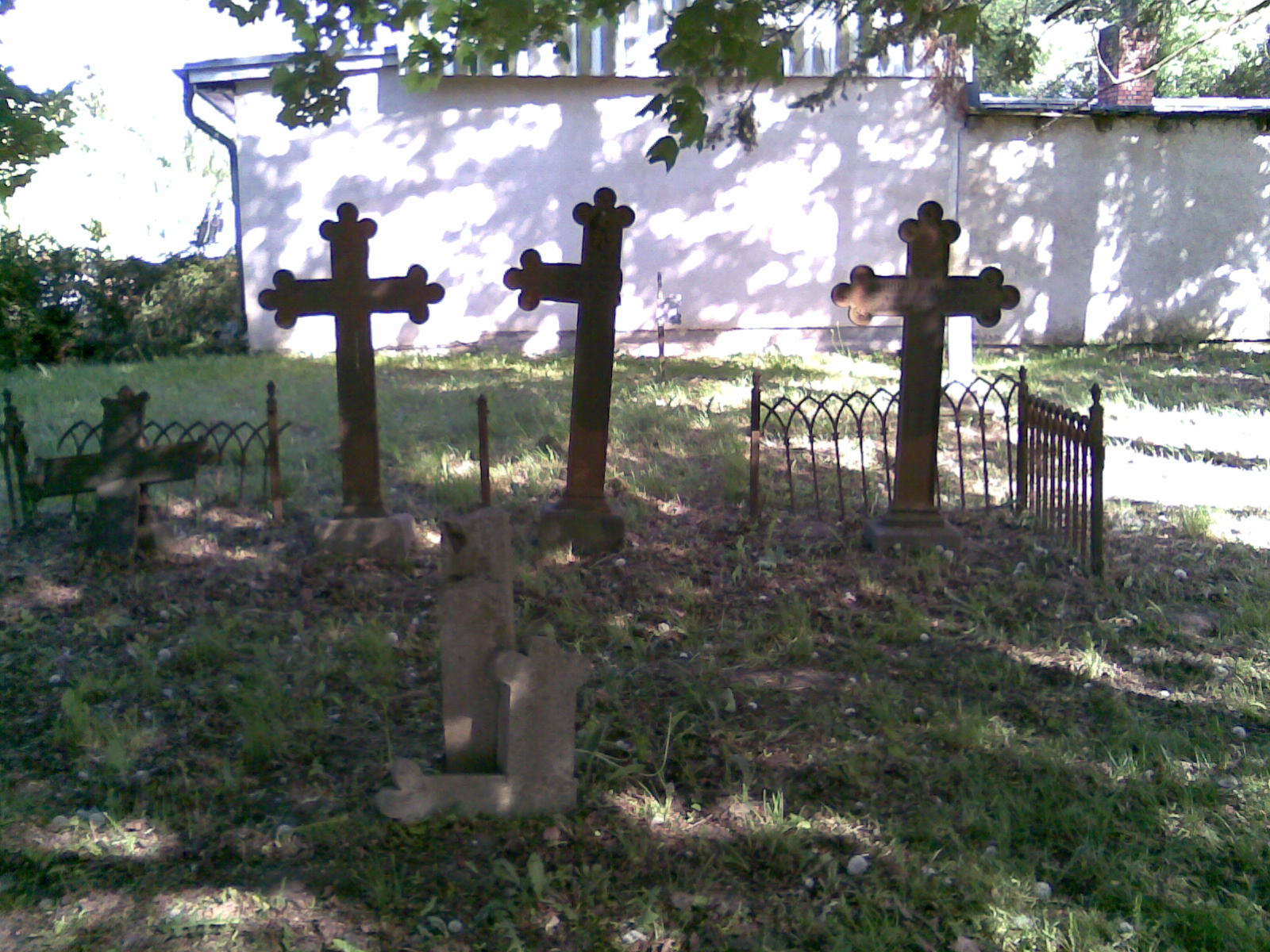
Friedhof

Die aus Backstein gemauerte, ziegelgedeckte Kirche hat ein dreijochiges Langhaus sowie einen zweijochigen Chor; sie steht auf einem Sockel aus Feldsteinen. Der Kirchturm besitzt eine schlanke, achteckige Turmspitze, die mit Holzschindeln gedeckt ist.

## Ausstattung
Zur Ausstattung der Kirche zählen ein Kanzelaltar, Beichtstühle und ein Taufengel aus der ersten Hälfte des 18. Jahrhunderts. Der neugotische Taufstein stammt aus dem Jahr 1912. Die spätgotischen Gewölbemalereien wurden 1949 freigelegt.

### Orgel
Die Orgel der St.-Johannis-Kirche wurde entweder um 1859 oder im Jahr 1888 von Friedrich Albert Mehmel oder dessen Sohn Paul Mehmel gefertigt. Sie besitzt neun Register. Der Prospekt ist neugotisch geformt. Nach Sebastian Warmsiedler dienten die erhaltenen Gehäusefragmente eines Vorgängerinstrumentes aus dem 18. Jahrhundert wahrscheinlich als Flügeltüren einer gotischen Orgel.
Die folgend aufgeführte Disposition stammt von Sebastian Wamsiedler:
| I Manual             |    |
| Prinzipal            | 8′ |
| Gedackt              | 8′ |
| Oktave               | 4′ |
| Hohlflöte            | 4′ |
| Progr.- Harm. II–III | 1′ |

| II Manual       |    |
| Flauto traverso | 8′ |
| Viola d’amour   | 8′ |
| Flöte           | 4′ |

| Pedal         |     |
| Subbass       | 16′ |
| Prinzipalbass | 8′  |

- Koppeln: II/I, I/P.
- 10 Register.
- Windlade: Schleiflade.
- Spieltisch(e):
  - Spielschrank.
  - 2 Manuale.
  - Pedal.
  - Registerzüge.
- Traktur:
  - Tontrakur: Mechanisch.
  - Registertraktur. Mechanisch.

### Geläut
Im Turm befinden sich zwei Glocken: Eine Bronzeglocke aus dem Jahr 1469 und eine Stahlglocke aus dem Jahr 1919, wobei die stählerne Glocke nicht mehr geläutet werden darf. Im Jahr 2007 wurde eine neue Läuteanlage für die Bronzeglocke eingebaut.

### Sonstige Ausstattung
- Kanzelaltar aus der ersten Hälfte des 18. Jahrhunderts
- Beichtstühle links und rechts des Kanzelaltars aus der schwedischen Zeit
- schwebender Taufengel, dieser wurde zur Taufe heruntergelassen
- alter Kirchfriedhof mit ca. 60 verwitterten Grabstellen
- hinter der Kirche befindet sich ein Gedenkstein für die Gefallenen des Ersten Weltkrieges
- aus Messing gearbeiteter Kronleuchter aus dem Jahre 1630

## Gemeinde
Die evangelische Kirchgemeinde gehört seit 2012 zur Propstei Stralsund im Pommerschen Evangelischen Kirchenkreis der Evangelisch-Lutherischen Kirche in Norddeutschland. Vorher gehörte sie zum Kirchenkreis Stralsund der Pommerschen Evangelischen Kirche.